# Poesía metafísica
El doctor Samuel Johnson llamó en el siglo XVIII metaphysical poetry o poesía metafísica a la practicada por un grupo de poetas ingleses barrocos del XVII que se singularizaban por desarrollar una poesía meditativa y filosófica sobre los problemas de la muerte, el tiempo, Dios y el amor. En general, fue especialmente cultivada en la Europa del siglo XVII, por lo que es frecuente encuadrarla como un estilo dentro del periodo barroco. En la literatura española, varios de los poemas de Francisco de Quevedo se pueden considerar ejemplos de este tipo de poesía.
Dada la falta de coherencia como movimiento y la diversidad de estilos entre los poetas, se ha sugerido llamarlos poetas barrocos refiriendo a su  época, podría ser más útil. Sin embargo, una vez que se estableció el estilo metafísico, fue adoptado ocasionalmente por otros poetas, especialmente los más jóvenes, para adaptarse a las circunstancias apropiadas.

## Definición

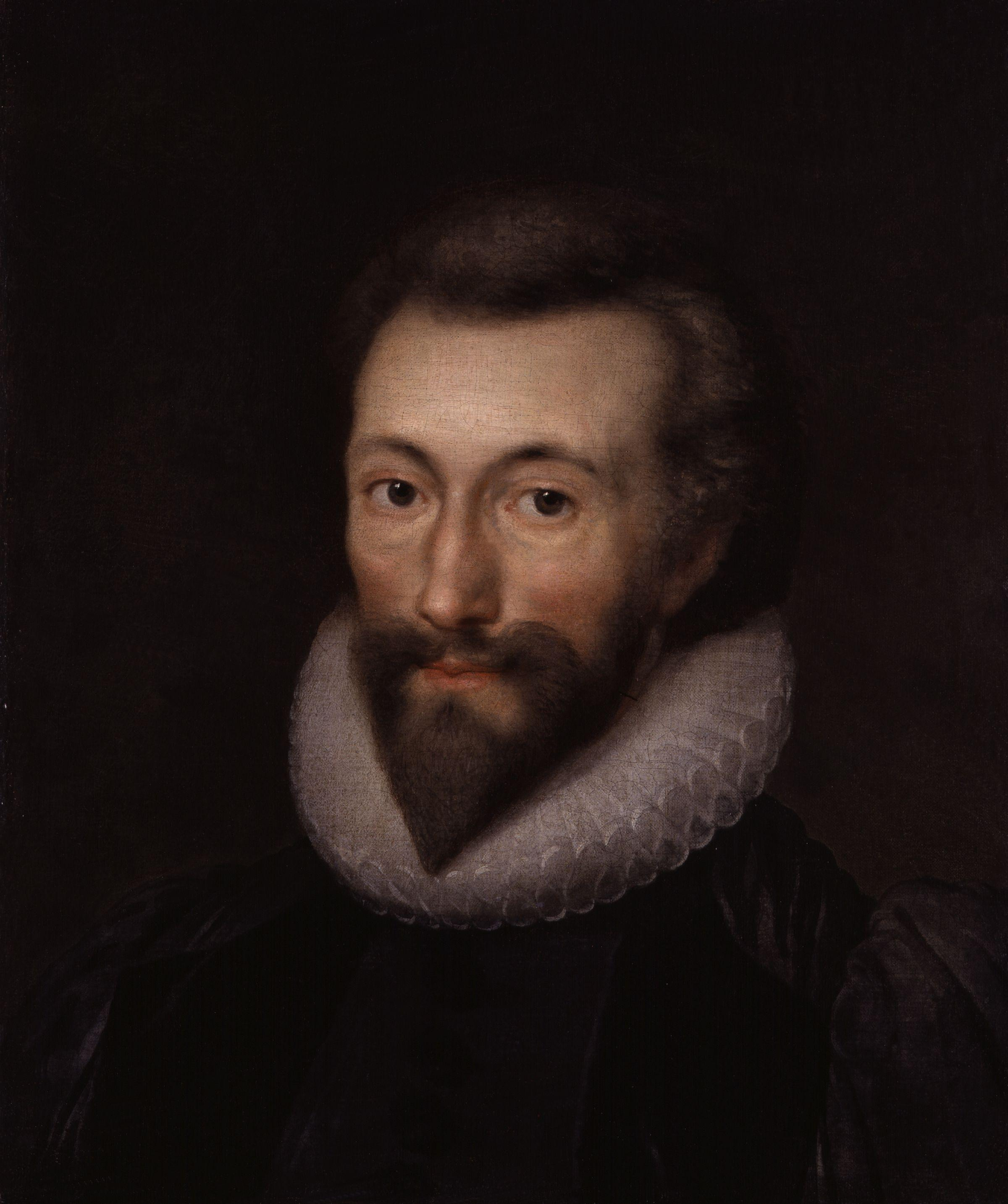
Donne, pintado por Isaac Oliver

El primero en denominarlos “poetas metafísicos” fue Samuel Johnson, en su Lives of the Poets (1744), aunque John Dryden ya había señalado, cincuenta años antes, la "metafísica" presente en la poesía de Donne. John Dryden escribió de Donne:
Él incurre en la metafísica (...) en sus versos románticos, donde debería reinar la naturaleza; confunde la mente del sexo débil con lindas especulaciones filosóficas, cuando debería ocuparse de sus corazones.
John Dryden desaprobaba los excesos estilísticos de Donne, particularmente sus elaboradas alusiones y su tendencia a las abstracciones hiperbólicas. Tanto Dryden como Johnson tenían a los poetas metafísicos en muy poca estima, considerando que su estilo era demasiado abstracto y que sus ingeniosas comparaciones parecían forzadas. Johnson dictaminó:
Las ideas más heterogéneas son uncidas con violencia unas a otras; la naturaleza y el arte son saqueados en busca de ilustraciones, comparaciones y alusiones. Su erudición instruye y su sutileza sorprende, pero el lector comúnmente siente que ambas alegrías le cuestan caro y, aunque a veces sienta admiración, rara vez obtiene satisfacción.
Probablemente el único escritor antes de Dryden que habló del nuevo estilo de poesía fue William Drummond, quien en una carta sin fecha de la década de 1630 hizo la acusación de que "algunos hombres de los últimos tiempos, transformadores de todo, consultaron sobre su reforma y se esforzaron por abstraer". ella a ideas metafísicas y quiddities escolásticas, despojándola de sus propios hábitos, y esos adornos con los que ha divertido al mundo por miles de años".

## Características
La poesía metafísica surge de la necesidad de expresar las paradójicas cualidades de la experiencia humana, esto es, lo contradictorio, lo irremisiblemente opuesto tanto en la naturaleza humana como en la vida cotidiana; lo transitorio de la pasión amorosa; la dualidad alma-cuerpo; etc. Todo ello se resuelve en la experimentación de la angustia existencial, de la caducidad de la vida y de las múltiples paradojas que conforman la vida humana, reflejando a un autor que escribe sumido en un caos de pasiones violentas y transitorias. Sus versos rigurosos y energéticos se orientaban más a capturar la razón que las emociones, descartando la intuición y el misticismo en favor de la discusión racional. Poseían un estilo inventivo y elaborado, caracterizado por las doctas referencias y los argumentos sutiles, al igual que por la “alusión metafísica”: el uso de imágenes inusuales y paradójicas. (Un ejemplo sería la comparación que hace Andrew Marvell entre el alma y una gota de rocío.) Aunque estos recursos no eran nuevos, los poetas metafísicos lograron explotarlos al máximo adoptando un enfoque completamente original y propio, infundiendo, en el proceso, nueva vida a la poesía inglesa. 
Esta poesía se caracteriza por la mezcla de pasión y pensamiento, de sentimiento y raciocinio, y en ella el pensamiento se convierte en una experiencia que modifica la sensibilidad. La esencia de la poesía metafísica estriba en su capacidad de integrar el pensamiento y la sensación en una misma expresión, con el objeto de hallar equivalencias verbales para expresar estados de ánimo y sentimientos. En la poesía metafísica el impulso poético inicial es la preocupación del poeta por los problemas metafísicos, que son entrevistos en cualquier aspecto de la vida cotidiana; lo que es relevante en esta poesía no es el tema sino la manera de enfocarlo. Los temas propiamente metafísicos son, fundamentalmente, la unión del espíritu y el cuerpo, el misterio de la unión de dos seres por el amor y la contingencia del hombre unida a su inmortalidad.
Estilísticamente, los poemas metafísicos se caracterizan por:
- presencia del llamado concepto metafísico (variante dentro del conceptismo), en el que sus elementos consiguen unirse en un todo que permanece sólidamente integrado, aun a pesar de que en origen son mucho más evidentes sus diferencias que sus semejanzas; en este tipo de concepto se violentan no solo categorías científicas sino también categorías de asociación. Las relaciones percibidas son, frecuentemente, lógicas y no sensibles o emocionales, conectando lo abstracto con lo concreto, lo remoto con lo cercano, lo sublime con lo trivial, etc. Su función es central en los poemas metafísicos, hasta el punto de que estos no pueden ser comprendidos plenamente sin la aprehensión previa del contenido del concepto en cuestión. El concepto metafísico, que parte de una paradoja en el pensamiento del poeta, tiene como objeto exponer a esta.
- un comienzo abrupto y personal en el que la voz lírica habla a su amante, o interpela a Dios, o presenta una escena, o apela al lector para que preste atención a algo;
- inserción de palabras representativas de situaciones de la vida ordinaria;
- razonamientos del hablante consigo mismo, debatiendo con sus dudas para ilustrar el dilema o la perplejidad que le ocupa.

La crítica que originalmente abordó la descripción de este tipo de poesía (James Smith, Herbert J.C. Grierson y T.S. Eliot) subrayó que no debía confundirse con la poesía filosófica, caracterizada únicamente por la meditación sobre temas filosóficos. 

## Poetas metafísicos
No existe un consenso académico sobre qué poetas o poemas ingleses encajan dentro del género metafísico. En su uso inicial del término, Johnson citó solo a tres poetas: Abraham Cowley, John Donne y John Cleveland . Más tarde, Colin Burrow señaló a John Donne, George Herbert, Henry Vaughan, Andrew Marvell y Richard Crashaw como "figuras centrales", al tiempo que nombró a muchos más, cuyo trabajo, total o parcial, ha sido identificado por compartir sus características.
Dos antólogos en particular fueron responsables de identificar rasgos estilísticos comunes entre los poetas del siglo XVII. Las letras y poemas metafísicos del siglo XVII de Herbert Grierson (1921) fueron importantes para definir el canon metafísico. Además, los Poetas metafísicos de Helen Gardner (1957) incluyeron a escritores 'proto-metafísicos' como William Shakespeare y Sir Walter Raleigh y, extendiéndose hasta la Restauración, trajeron a Edmund Waller y Rochester . Aunque completa, su selección, como comenta Burrow, diluye tanto el estilo que lo hace "prácticamente coextensivo con la poesía del siglo XVII".
Las adiciones tardías al canon metafísico han incluido poetas sagrados tanto de Inglaterra como de América que habían sido virtualmente desconocidos durante siglos. John Norris fue más conocido como un filósofo platónico. La poesía de Thomas Traherne permaneció inédita hasta principios del siglo XX. La obra de Edward Taylor, quien ahora se cuenta como el poeta de habla inglesa de América del Norte, solo se descubrió en 1937.
Otros poetas también considerados a veces como metafísicos son:
- San Robert Southwell
- Thomas Carew
- Abraham Cowley
- Richard Crashaw
- Edward Herbert
- Richard Lovelace
- Katherine Philips
- Sir John Suckling
- Richard Leigh

## Un sentido de comunidad
La definición de Johnson de los poetas metafísicos fue la de un crítico hostil que mira hacia atrás al estilo del siglo anterior. En 1958, Álvarez propuso un enfoque alternativo en una serie de conferencias que finalmente se publicaron como La escuela de Donne . Se trataba de mirar la práctica y la autodefinición del círculo de amigos sobre Donne, quienes fueron los destinatarios de muchas de sus cartas en verso. Eran un grupo de unos quince jóvenes profesionales interesados en la poesía, muchos de ellos también poetas, aunque, como Donne durante gran parte de su vida, pocos publicaron su obra. En cambio, se distribuyeron copias manuscritas entre ellos. Las atribuciones inciertas dieron como resultado que editores posteriores atribuyeran algunos poemas de su fraternidad a Donne.
Una segunda generación más joven era un grupo muy unido de cortesanos, algunos de ellos con vínculos familiares o profesionales con el círculo de Donne, que inicialmente tomaron prestada la forma de Donne para cultivar el ingenio . Entre ellos estaban Lord Herbert de Cherbury y su hermano George, cuya madre Magdalen fue otra receptora de cartas en verso de Donne. Finalmente, George Herbert, Henry Vaughan y Richard Crashaw, quienes se conocían entre sí, asumieron la vida religiosa y extendieron su enfoque anteriormente secular a esta nueva área. Una generación posterior de poetas metafísicos, que escribieron durante la Commonwealth, se volvieron cada vez más formulados y carentes de vitalidad. Estos incluyeron a Cleveland y sus imitadores, así como a figuras de transición como Cowley y Marvell.
Lo que todos tenían en común, según Álvarez, era el aprecio, no por la metafísica sino por la inteligencia. La observación de Johnson de que "para escribir sobre su plan era al menos necesario leer y pensar" solo se hizo eco de su reconocimiento un siglo y medio antes en los numerosos tributos rendidos a Donne a su muerte. Por ejemplo, el comentario de Jasper Mayne de que para los compañeros lectores de su obra, "somos ingeniosos cuando se entiende". Junto con esto fue un sentido vigoroso de la voz que habla. Comienza con la versificación en bruto de las sátiras escritas por Donne y otros en su círculo como Everard Gilpin y John Roe. Más tarde se modula en los reflexivos poemas religiosos de la próxima generación con sus aperturas exclamativas o conversacionales y su sentido de que la mente juega con el tema y lo examina desde todos los lados. Helen Gardner también había notado la calidad dramática de esta poesía como un discurso personal de argumento y persuasión, ya sea hablando con un amante físico, con Dios, con la madre de Cristo, María, o con una congregación de creyentes.
Un enfoque diferente para definir la comunidad de lectores es encuestar quién habla de quién y de qué manera en su poesía. A la muerte de Donne, es natural que su amigo Edward Herbert le escribiera una elegía llena de lógica metafísica altisonante y exagerada. De manera similar, Abraham Cowley marca la muerte de Crashaw y de otro miembro del círculo literario de Donne, Henry Wotton . Aquí, sin embargo, aunque Cowley reconoce brevemente a Crashaw como escritor ("Poeta y santo"), su enfoque rector se centra en cómo la bondad de Crashaw trascendió su cambio de religión. La elegía es tanto un ejercicio de aplicación especial de la lógica como lo fue la de Edward Herbert sobre Donne. Henry Wotton, por otro lado, no es recordado como escritor en absoluto, sino por su carrera pública. La conjunción de su aprendizaje y su papel de embajador se convierte en la metáfora extendida sobre la que gira el homenaje del poema.

## Reconocimiento en el siglo XX
Durante el transcurso de la década de 1920, TS Eliot hizo mucho por resaltar la importancia de la escuela metafísica, tanto a través de su estudio crítico The Metaphysical Poets (1921) como aplicando su método en su propio trabajo.En 1961 A. Álvarez comentó que “tal vez sea un poco tarde para escribir sobre metafísica. La gran moda de Donne pasó con la muerte del movimiento experimental angloamericano en la poesía moderna".
Dos décadas más tarde, se expresó una opinión hostil de que el énfasis en su importancia había sido un intento de Eliot y sus seguidores de imponer una "alta historia literaria anglicana y monárquica" en la poesía inglesa del siglo XVII. Pero la opinión disidente de Colin Burrow, en el Oxford Dictionary of National Biography, es que el término 'poetas metafísicos' aún conserva cierto valor. Por un lado, la poesía de Donne tuvo una influencia considerable en los poetas posteriores, quienes emularon su estilo, y hay varios casos en los que los poetas del siglo XVII usaron la palabra "metafísico" en su trabajo, lo que significa que la descripción de Samuel Johnson tiene alguna base en el uso del siglo anterior. Sin embargo, el término aísla a los poetas ingleses de aquellos que compartían rasgos estilísticos similares en Europa y América. Desde la década de 1960, por lo tanto, se ha argumentado que reunir a todos estos bajo el título de poetas barrocos sería más inclusivo.
En 1948 fue traducida al español por vez primera una primera antología de metafísicos ingleses, revisada y algo ampliada en 1970 por Barral Editores. Estos poetas influyeron en poetas españoles como Luis Cernuda o José Ángel Valente.